# Nectopyramis thetis
Nectopyramis thetis är en nässeldjursart som beskrevs av Bigelow 1911. Nectopyramis thetis ingår i släktet Nectopyramis och familjen Prayidae. Inga underarter finns listade i Catalogue of Life.